# Шарашовська пуща
Шарашовська пуща (біл. Шарашоўская пушча) — лісовий масив у межиріччі річки Ліва Лісова і її притоки Вишні в Пружанському районі Брестської області, в 2 — 3 км від містечка Шерешево. На заході примикає до Біловезької пущі. Площа 11 тисяч га. Переважають сосняки (91 %), зустрічаються ялинові, березові, дубові, грабові ліси.